# São Jorge da Beira
São Jorge da Beira es una freguesia portuguesa del concelho de Covilhã, en el distrito de Distrito de Castelo Branco, con 24,89 km² de superficie y 633 habitantes (2011). Su densidad de población es de 25,4 hab/km².
São Jorge, llamada Cebola hasta el 21 de octubre de 1960, se sitúa en el extremo sudoeste del concelho de Covilhã, a unos 39 km de distancia de la ciudad cabecera del municipio, en las estribaciones de la sierra que le daba nombre, uno de los contrafuertes de la Serra da Estrela. Se compone de los núcleos de Panasqueira, Cambões, Vale de Cendeiros y Casal de Santa Teresinha. Su constitución como freguesia data del 27 de abril de 1887, habiendo pertenecido hasta entonces a la freguesia de Casegas. En el pasado su actividad económica estuvo fuertemente ligada a las importantes minas de wolframio y casiterita de Panasqueira, a unos tres km de distancia. 
En su Viaje a Portugal, José Saramago describe así São Jorge:

De aquí [las minas de Panasqueira] a São Jorge da Beira hay tres kilómetros. Traza la carretera una curva, otra ya en las primeras casas, y la aldea aparece de pronto entera, lanzada cuesta arriba como si hubiera sentido grandes proyectos de ascensión y le faltaran fuerzas pasado el primer impulso. [...] Es una tierra sosegada, tan lejos del mundo que la carretera que consiguió llegar hasta aquí ya no lleva más allá. [...] São Jorge da Beira seguía su vida, rodeado de pinares y barrancos, cubierto por un cielo blanco que no empieza ni acaba.